# هاتوی
هاتوی (انگلیسی: Hathway) شرکت مخابرات هندی است، که در سال ۱۹۹۹ تأسیس شد.